# Gjusgöl (Kristdala socken, Småland, 635325-151641)
Gjusgöl är en sjö i Oskarshamns kommun i Småland och ingår i Emåns huvudavrinningsområde.